# شعب الماتنغو
ماتنغو (بالإنجليزية:  Matengo people)‏ هم شعوب تسكن جنوب تنزانيا. يقدر عددهم284,000 نسمة. ينتمي معضهم إلى الديانة المسيحية. ويتكلمون لغة من لغات البانتو.

## تاريخ
يتعقد ان شعوب الماتنغو سكنوا مرتفعات الماتنغو منذ العصر الحديدي.